# NGC 6212
 NGC 6212  هي مجرة حلزونية تقع في كوكبة الجاثي (كوكبة). تم تعيينه في Sb في تصنيف المجرات واكتشفها العالم الفلكي الفرنسي إدوارد ستيفان في 26 يوليو 1870. يبعد حوالي 397 مليون سنة ضوئية من الأرض.

## وصلات خارجية
- NGC 6212 على موقع ويكي سكاي: DSS2, SDSS, GALEX, IRAS, Hydrogen α, X-Ray, Astrophoto, Sky Map, Articles and images